# Авіакомпанії України
Авіакомпанії України — авіаційні підприємства, що зареєстровані в Україні. Станом на 21 червня 2011 року в Україні працюють 76 авіакомпаній, які мають діючий сертифікат експлуатанта.
| № п/п | Експлуатант | Юридична адреса | Аеропорт приписки | № СЕ; Дата отримання/Дата закінчення | Види робіт                        |
| 1     | ТОВ Авіакомпанія «Донбасаеро» | 83021, Україна, м. Донецьк, вул. Взльотна, 1в |                   | UK 001; 02.12.10/01.12.12            | А1, А2 (в тому числі Е11)         |
| 2     | ТОВ Авіаекспрес | 03148, Україна, м. Київ, вул. Сім'ї Стешенків, 6 |                   | UK 002; 05.01.11/04.01.13            | А2 (в тому числі Е11)             |
| 3     | ТОВ Українсько-середземноморські авіалінії                                                                                        | 03055, Україна, м. Київ, вул. Шулявська, 7 |                   | UK 003; 28.01.11/27.01.13            | А1, А2                            |
| 4     | ТОВ Авіакомпанія «Windrose» | 04070, Україна, м. Київ, вул. Волоська, 50/38, офіс 134 |                   | UK 004; 31.01.11/30.01.13            | А1, А2                            |
| 5     | ТОВ Авіакомпанія «Меридіан» | 08132, Україна, Київська обл., м. Вишневе, вул. Л.Українки, 64 |                   | UK 005; 04.02.11/03.02.13            | А2 (в тому числі Е11)             |
| 6     | ПрАТ Авіакомпанія «Буковина» | 58009, Україна, м. Чернівці, вул. Чкалова, 30 |                   | UK 006; 17.02.11/16.02.13            | А2 (в тому числі Е11)             |
| 7     | ТОВ Авіакомпанія «БІЗНЕС ДЖЕТ ТРЕВЕЛ»                                                                                             | 03065, Україна, м. Київ, вул. Каблукова, 7, кв. 47 Поштова адреса: 03150, Україна, м. Київ, вул. Велика Васильківська, 62/64, оф. 208                                               |                   | UK 007; 02.06.11/01.06.12            | А1                                |
| 8     | ТОВ Авіакомпанія Південні авіалінії                                                                                               | 65062, Україна, м. Одеса, вул. Тіниста, 16/14 Поштова адреса: 65054, Україна, Аеропорт «Одеса»                                                                                      |                   | UK 008; 12.06.11/11.06.13            | А1                                |
| 9     | Державне авіаційне підприємство «Україна»                                                                                         | 08300, Україна, Київська обл., м. Бориспіль, вул. Київський шлях, 2 |                   | 003; 18.09.10/17.09.11               | А1, А4                            |
| 10    | ПАТ Авіакомпанія «Колумбус» | 03036, Україна, м. Київ, Повітрофлотський пр., 90-А |                   | 012; 04.12.10/03.12.12               | А4                                |
| 11    | Кременчуцький льотний коледж Національного авіаційного університету                                                               | 39605, Україна, Полтавська обл., м. Кременчук, вул. Перемоги, 17/6 |                   | 016; 17.02.10/16.02.12               | А1, А2, А3, А4                    |
| 12    | ДП Авіаційна транспортна компанія «Южмашавіа»                                                                                     | 49008, Україна, м. Дніпро, вул. Криворізька, 1 |                   | 019; 12.07.09/12.07.11               | А1, А2 (в тому числі Е11)         |
| 13    | ТОВ Авіакомпанія «Хорс» | 01133, Україна, м. Київ, бул. Лесі Українки, 34 Фактична адреса: 03035, Україна, м. Київ, вул. Механізаторів, 10                                                                    |                   | 021; 02.06.10/01.06.12               | А1, А2                            |
| 14    | ДП «Антонов» | 03062, Україна, м. Київ, вул. Академіка Туполєва, 1 |                   | 021; 02.06.10/01.06.12               | А1, А2 (в тому числі Е11)         |
| 15    | ПАТ «Мотор-Січ» | 69068, Україна, м. Запоріжжя, пр. Моторобудівників, 15 |                   | 025; 08.11.10/07.11.11               | А1, А2 (в тому числі Е11)         |
| 16    | ЗАТ "Авіакомпанія «Україна-АероАльянс»                                                                                            | 02152, Україна, м. Київ, вул. Березняківська, 4-А Фактична адреса: 02218, Україна, м. Київ, вул. Піщана, 37                                                                         |                   | 029; 02.10.10/01.10.11               | А2 (в тому числі Е11)             |
| 17    | Харківське державне авіаційне виробниче підприємство                                                                              | 61023, м. Харків, вул. Сумська, 134 |                   | 034; 20.08.10/19.08.11               | А1                                |
| 18    | ВАТ Авіаційне підприємство спеціального призначення «МЕРИДІАН»                                                                    | 38714, Україна, Полтавська обл., Полтавський р-н, с. Супрунівка, вул. Київська, 2-ж Поштова адреса: 36040, Україна, м. Полтава, вул. Героїв Сталінграду, 30                         |                   | 040 31.03.11/30.03.13                | А4                                |
| 19    | ВАТ Авіакомпанія «Одеські авіалінії»                                                                                              | 65054, Україна, м. Одеса, Аеропорт «Одеса» |                   | 043; 09.07.10/08.07.12               | А4                                |
| 20    | ПрАТ Авіакомпанія «Константа» | 69013, Україна, м. Запоріжжя, с. Мокре, Аеропорт |                   | 044; 05.03.10/04.03.12               | А1                                |
| 21    | Харківський аероклуб ім. В.С. Гризодубової ТСО України                                                                            | 61001, Україна, м. Харків, вул. Плеханівська, 16 |                   | 046$ 05.11.09/05.11.11               | А4                                |
| 22    | ПАТ Урга | 25005, Україна, м. Кропивницький, вул. Добровольського, 1а |                   | 047; 22.12.10/20.08.11               | А1, А2 (в тому числі Е11)         |
| 23    | ВАТ Авіаційна компанія «Дніпроавіа»                                                                                               | 49042, Україна, м. Дніпро, аеропорт ЦА |                   | 053; 04.08.09/04.08.11               | А1, А2                            |
| 24    | ПАТ Авіакомпанія «Міжнародні авіалінії України»                                                                                   | 01034, Україна, м. Київ, вул. Лисенка, 4 |                   | 057; 24.12.10/29.08.11               | А1, А2 (в тому числі Е11)         |
| 25    | Державна авіаційна компанія «Херсон-Авіа»                                                                                         | 73038, Україна, м. Херсон, аеропорт ЦА |                   | 073; 14.06.10/13.06.12               | А4                                |
| 26    | Кримське державне авіаційне підприємство «Універсал-Авіа»                                                                         | 95024, Україна, АР Крим, м. Сімферополь, вул. Аерофлотська, 5 |                   | 087; 30.11.10/29.11.12               | А1, А2 (в тому числі Е11), А3, А4 |
| 27    | ВАТ Авіакомпанія спеціального призначення «Миколаїв-Аеро»                                                                         | 54017, Україна, м. Миколаїв, Міжнародний аеропорт «Миколаїв» |                   | 088; 13.06.10/12.06.12               | А4                                |
| 28    | ЗАТ Авіакомпанія «Аеросвіт» | 08324, Україна, Київська область, Бориспільський район, с. Гора Поштова адреса: 01032 , Україна, м. Київ, бул. Шевченка, 58А                                                        |                   | 089; 05.09.09/05.09.11               | А1, А2                            |
| 29    | ТОВ «Cabi» | 83055, Україна, м. Донецьк, вул. Челюскінців, 174 |                   | 097; 06.02.10/05.02.12               | А1                                |
| 30    | Кропивницька льотна академія | 25005, Україна, м. Кропивницький, вул. Добровольського, 1 |                   | 098; 15.11.10/14.11.12               | А4                                |
| 31    | ВАТ "Хмельницьке авіапідприємство «Поділля-Авіа»                                                                                  | 29000, Україна, м. Хмельницький, аеропорт |                   | 099; 09.06.11/23.08.11               | А1                                |
| 32    | ТОВ Авіакомпанія «Авіатранс К» | 03110, Україна, м. Київ, вул. Преображенська, 23 |                   | 110; 22.11.10/21.11.11               | А1                                |
| 33    | ТОВ Авіаційно-транспортне агентство «Крунк»                                                                                       | 01103,Україна, м. Київ, вул. Бойчука, 12 Поштова адреса: 03039, Україна, м. Київ, вул. Голосіївська, 7, оф. 140                                                                     |                   | 125; 13.10.09/13.10.11               | А1, А2 (в тому числі Е11), А4     |
| 34    | ТОВ Авіакомпанія «Аеро-Чартер» | 03110, Україна, м. Київ, вул. Преображенська, 23 |                   | 128; 31.12.09/31.12.11               | А1, А2 (в тому числі Е11)         |
| 35    | Державне підприємство обслуговування повітряного руху України                                                                     | 08307, Україна, Київська обл., м. Бориспіль, Аеропорт |                   | 130; 18.04.10/17.04.12               | А4                                |
| 36    | ТОВ "Українська школа пілотів" | 02000, Україна, м. Київ, шосе Брест-Литовське, 8-А |                   | 131; 09.02.11/08.02.13               | А4                                |
| 37    | ТОВ «Конкордавіа» | 01135, Україна, м. Київ, вул. Пестеля, 11 Поштова адреса: 03058, Україна, м. Київ, вул. Тупікова, 14 В, к. 95                                                                       |                   | 136; 18.01.11/17.01.13               | А4                                |
| 38    | Приватне акціонерне товариство «АС» (Обласний авіаційний центр)                                                                   | 07800, Україна, Київська обл., смт. Бородянка, пров. Польовий, 9, аеродром |                   | 137; 08.10.10/31.05.12               | А4                                |
| 39    | ТОВ Авіакомпанія «Промінтерсервіс»                                                                                                | 03148, Україна, м. Київ, просп. Курбаса, 1-Б, кв. 278 |                   | 146; 21.04.10/24.06.11               | А4                                |
| 40    | ТОВ «Універсал-Авіа» | 29000, Україна, м. Хмельницький, вул. Пілотська, 2 |                   | 149; 10.02.10/09.02.12               | А4                                |
| 41    | ДП «Вінницький авіаційний завод»                                                                                                  | 21034, Україна, м. Вінниця, вул. Чехова, 7 |                   | 150; 12.10.10/11.10.12               | А4                                |
| 42    | ТОВ «АЕРОСТАР» | 01034, Україна, м. Київ, вул. Володимирська, 45, кв.24 Поштова адреса: 03151, Україна, м. Київ, вул. Народного Ополчення, 5а                                                        |                   | 153; 28.05.11/27.07.11               | А1                                |
| 43    | «Луга-Занг» | 91039, Україна, м. Луганськ, 39, аеропорт |                   | 162; 27.02.10/26.02.12               | А4                                |
| 44    | ТОВ «Росьавіа» | 03057, Україна, м. Київ, вул. Сім'ї Бродських, 5/1 (літера А) |                   | 170; 31.08.10/30.08.12               | А4                                |
| 45    | ТОВ «ІСД Авіа» | 03050, Україна, м. Донецьк, вул. Щорса, 48 Поштова адреса: 03191, Україна, м. Київ, вул. Грушевського, 28/2-А; 03150, Україна, м. Київ, вул. Предславинська, 51, готель «Предслава» |                   | 175; 17.04.10/16.04.12               | А1                                |
| 46    | ТОВ Авіакомпанія «V-Авіа» | 21034, Україна, м. Вінниця, вул. Велика Перспективна, 40 |                   | 176; 11.08.10/10.08.12               | А4                                |
| 47    | ТОВ Авіакомпанія «АвіаЕкспрес» | 03148, Україна, м. Київ, вул. Сім'ї Стешенків, 6 Поштова адреса: 03035,Україна, м. Київ, вул. Липківського, 45, офіс 509                                                            |                   | 178; 18.01.11/17.01.13               | А4                                |
| 48    | ТОВ Авіакомпанія «Марс РК» | 03186, Україна, м. Київ, вул. Волинська, 66-А Поштова адреса: 03150, Україна, м. Київ, а/с 15                                                                                       |                   | 179; 08.07.09/08.07.11               | А1, А2, А4                        |
| 49    | ТОВ Авіакомпанія «Альбатрос-Аеро»                                                                                                 | 68400, Україна, Одеська обл., м. Арциз, вул. Калмикова, 33. кв.17 |                   | 180; 20.04.11/19.04.13               | А4                                |
| 50    | ПАТ «Центр ділової авіації» | 03151, Україна, м. Київ, Повітрофлотський проспект, 92 |                   | 183; 18.04.11/10.06.12               | А1                                |
| 51    | ТОВ «Простір Авіа» | 73039, Україна, м. Херсон, просп. Сенявіна, 166, корп. 2, кв. 33 Поштова адреса: 73000, Україна, м. Херсон, вул. Торгова, 37, оф. 104                                               |                   | 184; 25.11.09/25.11.11               | А4                                |
| 52    | ТОВ «Шовковий Шлях» | 01103, Україна, м. Київ, вул. Бойчука, 13 |                   | 186; 11.12.09/11.12.11               | А2 (в тому числі Е11)             |
| 53    | ТОВ «Бріз» | 38100, Україна, Полтавська обл., м. Зіньків, пер. Перший Першотравневий, 21 Поштова адреса: 36028, Україна, м. Полтава, Аеропорт ЦА                                                 |                   | 189; 05.03.10/04.03.12               | А4                                |
| 54    | ТОВ «Авіакомпанія Аеровіз» | 08290, Україна, Київська обл., смт. Гостомель, вул. Центральна, 1 |                   | 194; 08.09.10/07.09.11               | А2 (в тому числі Е11)             |
| 55    | ПАТ «Українські вертольоти» | 04080, Україна, м. Київ, вул. Кирилівська, 19-21 |                   | 195; 27.01.11/26.01.13               | А1, А2 (в тому числі Е11), А3, А4 |
| 56    | ПП АгроавіаДніпро | 52005, Україна, Дніпропетровська область, смт. Слобожанське, вул. Дружби, 1 |                   | 197; 24.06.09/24.06.11               | А4                                |
| 57    | Філія Авіакомпанії «Шахтар-Авіа», дочірнього підприємства "Агрофірма «Шахтар» орендного підприємства «Шахта імені О. Ф. Засядька» | 84168, Україна, Донецька обл., Слов'янський р-н., с. Олександрівка, вул. Шкільна, 17                                                                                                |                   | 201; 13.08.10/12.08.12               | А4                                |
| 58    | ТОВ «Укравіатехсервіс» | 03037, Україна, м. Київ, вул. Преображенська, 15 |                   | 202; 23.10.09/23.10.11               | А4                                |
| 59    | ПАТ «ПолтавАвіа» | 36008, Україна, м. Полтава, вул. Полюсна, 12, кв. 73 |                   | 206; 21.03.10/20.03.12               | А4                                |
| 60    | ПП «Проскурів-Авіа» | 29000, Україна, м. Хмельницький, просп. Миру, 60/4, кв. 24 |                   | 210; 26.03.10/25.03.12               | А4                                |
| 61    | ТОВ «Тураеродан» | 49000, Україна, м. Дніпро, вул. Набережна Перемоги, 78, кв. 273 |                   | 214; 01.09.10/31.08.12               | А1, А4                            |
| 62    | ТОВ «Авіалінії Візз Ейр Україна»                                                                                                  | 02140, Україна, м. Київ, вул. Гришка, 3-А, 4-й поверх |                   | 221; 27.08.09/27.08.11               | А1                                |
| 63    | ТОВ «Центравіа» | 03039, Україна, м. Київ, вул. Голосіївська, 7, корп. 1 |                   | 222; 18.09.09/18.09.11               | А1, А2 (в тому числі Е11)         |
| 64    | ТОВ «АХТ» | 21012, Україна, м. Вінниця, вул. Широцького, 8, кв. 3 |                   | 223; 07.02.10/06.02.12               | А4                                |
| 65    | ТОВ «Челендж Аеро Юкрейн» | 03036, Україна, м. Київ, Аеропорт «КИЇВ» (Жуляни) |                   | 224; 24.04.10/23.04.12               | А1                                |
| 66    | ТОВ «ОРБІТА-777» | 61110, Україна, м. Харків, вул. Туркестанська, 24, кв. 71 |                   | 225; 22.03.11/13.07.12               | А4                                |
| 67    | ТОВ «Глобал Ейр Компані» | 88000, Україна, м. Ужгород, вул. Собранецька, 145 |                   | 226; 07.07.10/06.07.12               | А4                                |
| 68    | ТОВ «Зет-Аеро» | 01042, Україна, м. Київ, вул. Івана Павла II, 4/6 |                   | 227; 17.07.10/16.07.12               | А1, А4                            |
| 69    | ТОВ «Еверест-Юг-Компані» | 54001, Україна, м. Миколаїв, вул. Спаська, 1 Поштова адреса: 54030, Україна, м. Миколаїв, вул. Артилерійська, 22/1                                                                  |                   | 228; 09.09.10/08.09.12               | А4                                |
| 70    | ТОВ «Авіакомпанія Ютейр-Україна»                                                                                                  | 91039, Україна, м. Луганськ, Аеропорт Фактична адреса: 02090, Україна, м. Київ, вул. Сосюри, 6                                                                                      |                   | 229; 23.09.10/22.09.11               | А1                                |
| 71    | ТОВ «Ейр Таурус» | 95000, Україна, АР Крим, м. Сімферополь, вул. Октябрьська, 12, офіс 409 |                   | 231; 19.11.10/18.11.12               | А1, А2 (в тому числі Е11), А3, А4 |
| 72    | ПП «Юніком Авіа» | 24400, Україна, Вінницька обл., м. Бершадь, вул. Шевченка, 77 |                   | 233; 16.06.11/15.06.13               | А4                                |
| 73    | ТОВ «Центр-авіа» | 28042, Україна, Кіровоградська обл., смт. Нова Прага, вул. Центральна, 21 Поштова адреса: 28000, Україна, Кіровоградська обл., м. Олександрія, пр. Соборний, 98/3                   |                   | 234; 26.08.10/25.08.11               | А4                                |
| 74    | ПП «Авіа-Стиль» | 52005, Україна, Дніпропетровська обл., смт. Слобожанське, вул. Дружби, 1 |                   | 235; 03.02.11/02.02.12               | А4                                |
| 75    | ТОВ «Юмісейр» | 54003, Україна, м. Миколаїв, вул. 68 Десантників, 49-А |                   | 236; 28.04.11/27.04.12               | А4                                |
| 76    | ТОВ «АВІАТЕК» | 95047, Україна, Крим, Сімферополь, вул. Узлова, 18 |                   | 237; 21.06.11/20.06.12               | А4                                |
| 77    | ТОВ «ЄВРОПА ЕЙР» | 03058, Україна, м. Київ, вул. Ніжинська 5 |                   | UK046; 04.07.2014/03.07.2015         | A2 (в тому числі Е11)             |
| 78    | ТОВ "Авіакомпанія «СКАЙАП» | 02121, м. Київ, ХАРКІВСЬКЕ ШОСЕ, будинок 201—203, ЛІТЕРА 2А |                   | в процесі реєстрації                 |                                   |
| 79    | ТОВ "Авіакомпанія «Ейр Оушен Ейрлайнс»                                                                                            | 02095, м. Київ, вул. Княжний затон, буд. 9-А, офіс 369 |                   | UK061; 23.10.2021/22.10.2022         | А1                                |